# Contea di Esmeralda
La contea di Esmeralda, in inglese Esmeralda County, è una contea dello Stato del Nevada, negli Stati Uniti. La popolazione al censimento del 2020 era di 729, rendendola la contea meno abitata dello Stato. Il capoluogo di contea è Goldfield.

## Geografia fisica

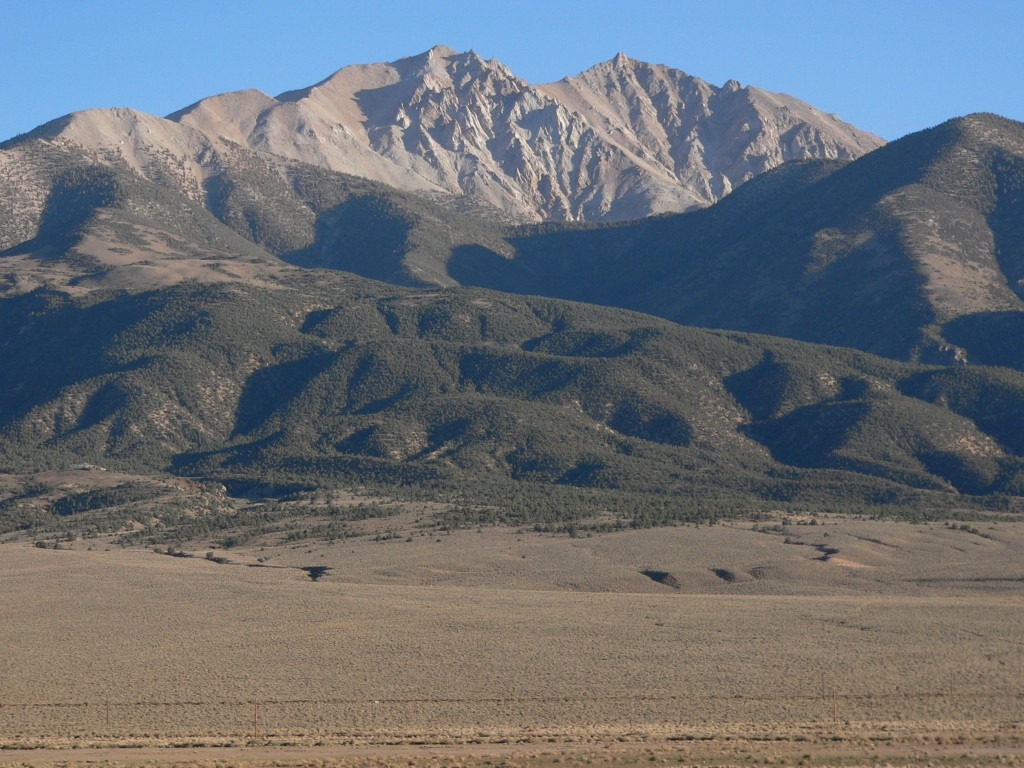
Boundary Peak, the highest point in both Esmeralda County and the state of Nevada, is in the Inyo National Forest

La contea si trova nella parte centro-occidentale del Nevada. L'U.S. Census Bureau certifica che l'estensione della contea è di 9295 km², con una superficie di acqua trascurabile.
Nella contea si trova il punto più alto dello Stato, Boundary Peak, con i suoi 4007 m.
Una piccola parte del parco nazionale della Valle della Morte si trova nel sud-est della contea. Un'altra area protetta nazionale nella contea è la foresta nazionale di Inyo.

### Contee confinanti
- Contea di Mineral - nord-ovest
- Contea di Nye - est
- Contea di Inyo (California) - sud
- Contea di Mono (California) - ovest

## Storia
La contea di Esmeralda è una delle contee originarie del Nevada. Fu istituita nel 1861. Il nome deriva dall'Esmeralda Mining District.
Ebbe un boom per le miniere d'oro all'inizio del XX secolo, poi economia e popolazione cominciarono a declinare.

## Comuni

### Census-designated place
- Goldfield (capoluogo)
- Dyer
- Silver Peak

### Città fantasma
- Alkali
- Arlemont
- Blair
- Blair Junction
- Coaldale
- Columbus
- Fish Lake Nevada
- Gilbert
- Gold Point
- Lida
- McLeans
- Millers
- Palmetto

## Strade principali
- U.S. Route 6
- U.S. Route 95
- State Route 264
- State Route 265
- State Route 266
- Nevada State Route 773
- Interstate 11 (Futuro)